# Болетини, Иса
Иса Болетини (алб. Isa Boletini; 15 января 1864 — 23 января 1916) — косовско-албанский военачальник, полевой командир, участник Балканских войн и Первой мировой войны. Соратник Хасана Приштины, соперник Исмаила Кемали. Участник Лондонской конференции 1913 года. Военный министр переходного правительства Албании. Один из основателей анти-сербского движения качаков (1913 г.). Герой Республики Косово.

## Биография
В 1878 году 14-летний Иса вступил в албанскую Призренскую лигу. В августе 1879 года фисы Шала и Гаши заключили мир. 
Испокон веков каждый фис (клан) проводил собственную политику, заключая или расторгая союзы с другими фисами, с иностранными державами, с оккупационной властью… Лишь однажды в истории, а именно в 1444 году великий полководец Георгий Кастриот Скандербег (албанец-католик) сподобился сделать Албанию сильной и крепкой страной. Но в 1478 году (через 11 лет после смерти Скандербега) Албания была — вслед за Сербией, Болгарией, Византией и Боснией — завоёвана турками и надолго утратила независимость. (…) В 1879 г. впервые со времён Скандербега возродилась Албанская Лига, признанная огромным большинством фисов. (…) На I Албанском съезде (Косовский Призрен, 1879 г.) обсуждались цели, задачи и методы войны с сопредельной Черногорией…
 — пишет К. Э. Козубский. В конце ноября 1880 года османские власти объявили Призренскую лигу и «автономную Албанию» вне закона. В ответ, в декабре 1880-го в Косове начались албанские вооружённые нападения на османскую администрацию. Иса Болетини принимал активнейшее участие в этих акциях. 21 апреля 1881 года он сражался в битве у Сливовой (Slivova) против турецкого экспедиционного корпуса, посланного ликвидировать Лигу. Тогда многие лигисты подверглись подверглись самым зверским казням, а идея албанской автономии была похоронена на много лет.
B 1898 году произошло первое сближение Исы Болетини с сербами. К 34 годам он стал одним из албанских «авторитетов» Косова. И некие представители Сербского королевства (где в то время царствовал Александр Обренович) предложили ему организовать вооружённую охрану достояния Сербской Православной церкви в Косовской Митровице и её ближайших окрестностях. По тайным каналам ему в 1898—99 годах доставлялись деньги и оружие, он даже награждён был сербской медалью.
В 1899—1900 годах Иса Болетини и Хаджия Зекена (Haxhija Zekena) основали Печскую лигу, которая мыслилась ими как наследница Призренской. После чего Болетини порывает с сербами. Летом 1901 года он возглавил набег на сербское село Ибарский Колашин (Ibarski Kolašin). Разгром села сопровождался массовыми убийствами и изнасилованиями.

Как показали дальнейшие события, ветеран Призренской и Печской лиг Иса Болетини был настроен более антирусски, нежели антитурецки. 7 мая 1902 года Россия открыла консульство в Косовской Митровице. Оно стало первым европейским диппредставительством в этом городе. Консулом был назначен Григорий Степанович Щербина, а впредь до его прибытия консульские обязанности исполнял Виктор Фёдорович Машков. Щербина прибыл в Митровицу в январе 1903 года. Местные албанцы встретили Машкова и Щербину с раздражением и неприязнью. 
Что сказать о себе? Дожил до вечера. И слава Богу!
 — написал Щербина родным в Чернигов, сразу по прибытии в Косовскую Митровицу. Как впоследствии показал на допросе убийца Щербины, общая установка косовско-албанских фисов (кланов) была следующей: 
До сих пор в Митровице не было консулов — не должно быть и в будущем!
 Иса Болетини объявил митровицким сербам, что любой сербский дом, предоставленный под консульскую резиденцию, будет сожжён! 
Я водворяюсь в Митровице с большими трудностями: отношение ко мне албанского населения продолжает быть открыто враждебным и меня предупредили из Посольства о готовящемся против меня заговоре.
 — писал Щербина 12 февраля 1903 года. Григорий Щербина не смог арендовать дом под консульство, покуда османские власти не вызвали Болетини в Стамбул.
В Стамбуле Абдул-Гамид II предложил албанскому боевику… пост начальника дворцовой Албанской гвардии и даровал пожизненный титул «бея». В столице Болетини прослужил вплоть до 1906 года, потом вернулся в Косово. В 1908 году Иса-бей Болетини приветствовал и поддержал Младотурецкую революцию, был избран в Меджлис депутатом от Косова… Но после того, как 15 мая 1909 года младотурки начали кампанию против албанской национальной самобытности и ввели новые налоги, Иса Болетини открыл партизанскую войну против Османской империи. Он одержал ряд побед над турецким экспедиционным корпусом Джавид-паши, а турки в отместку сожгли его дом…

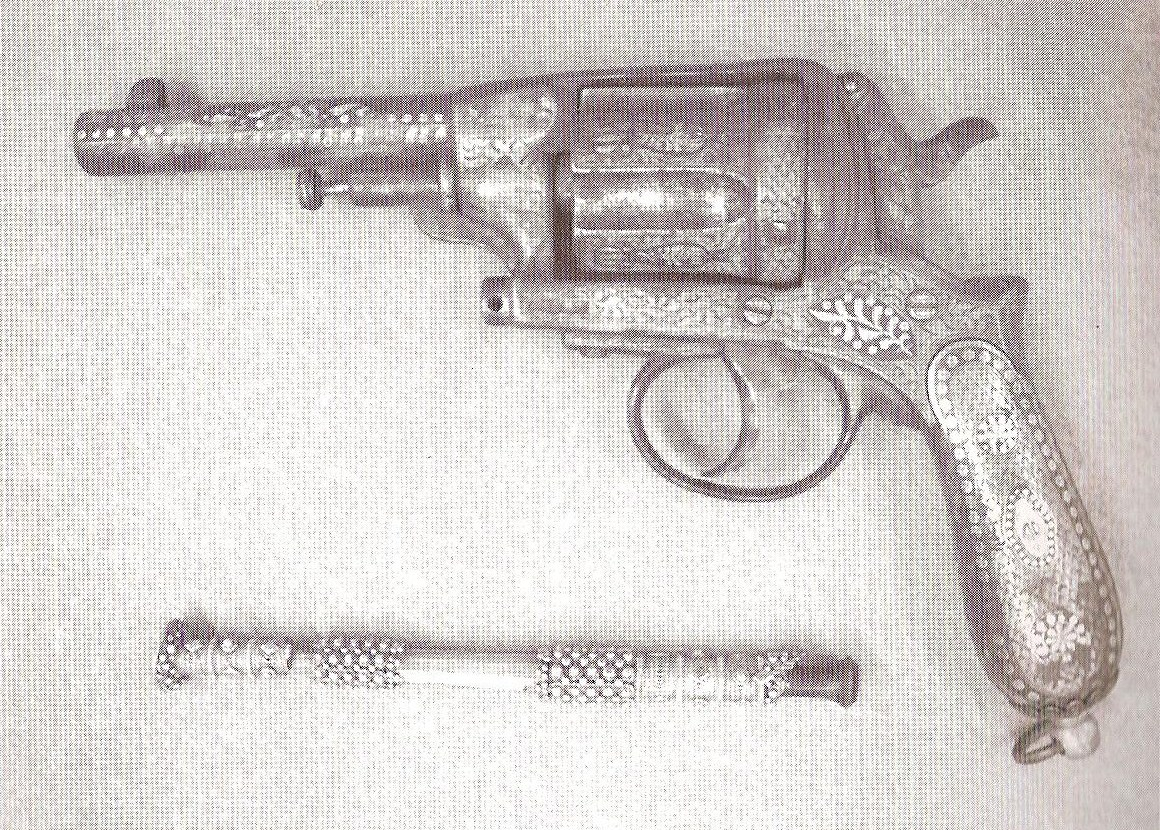
Револьвер Иса-бея Болетини

В 1910 году полевой командир Болетини «навёл мосты» с черногорцами и даже получил несколько аудиенций у князя Николы Петровича-Негоша в Цетинье. Никола I предложил албанцам объединить силы в борьбе с общим врагом. Речь шла о массовом антитурецком восстании албанской диаспоры Косова и католического фиса малисоров, проживающего на севере Албании. Однако, запланированное на весну 1911 года восстание не состоялось. Ибо вскоре произошёл конфликт между Негошем и Болетини, чей отряд захватил земельные угодья средневекового православного монастыря Высокие Дечаны (Visoki Dečani), воспетого в написанной князем Николой в 1867 году патриотической песне Туда, Туда!.
Принято считать, что в ходе Балканских войн отряд Болетини сражался Косове, Албании и Македонии против сербских, черногорских и болгарских частей. Согласно другим сведениям, Иса Болетини подружился с сербским капитаном Воиславом Танкосичем и в июне—июле 1912-го они координировали свои действия против турок. Возможно, Болетини и Танкосича могло сблизить то обстоятельство, что оба они, хоть и по разным причинам, были врагами низложенной династии Обреновичей. Впрочем, в любом случае, второе партнёрство Болетини с сербами также не было долговременным…

Болетини мог бы стать — но не стал одним из подписантов Декларации Албанской независимости (Валона, 28 ноября 1912 года). Поскольку «южанин» Исмаил Кемали (Ismail Ćemali) поспешил оформить торжественный акт, не дожидаясь приезда в Валону делегатов-«косоваров»… Но затем — уже вместе с Исмаилом Кемали — Иса Болетини присутствовал на Лондонской конференции 1913 года, которая завершилась подписанием Лондонского мирного договора, утвердившего Албанскую державу, в состав коей край Косово не вошёл (Косово тогда вернулось в состав Сербии). И тогда, покидая Лондон, Болетини бросил фразу: 
Когда придет весна, мы удобрим равнины Косова телами сербов!..
 Болетини уехал в Албанию и находился там, покуда в стране царствовал Вильгельм Вид, «христианский король мусульманской Албании». Иса Болетини находился в свите короля — а после его отречения возвратился в Косово, где возглавил анти-сербское движение качаков…

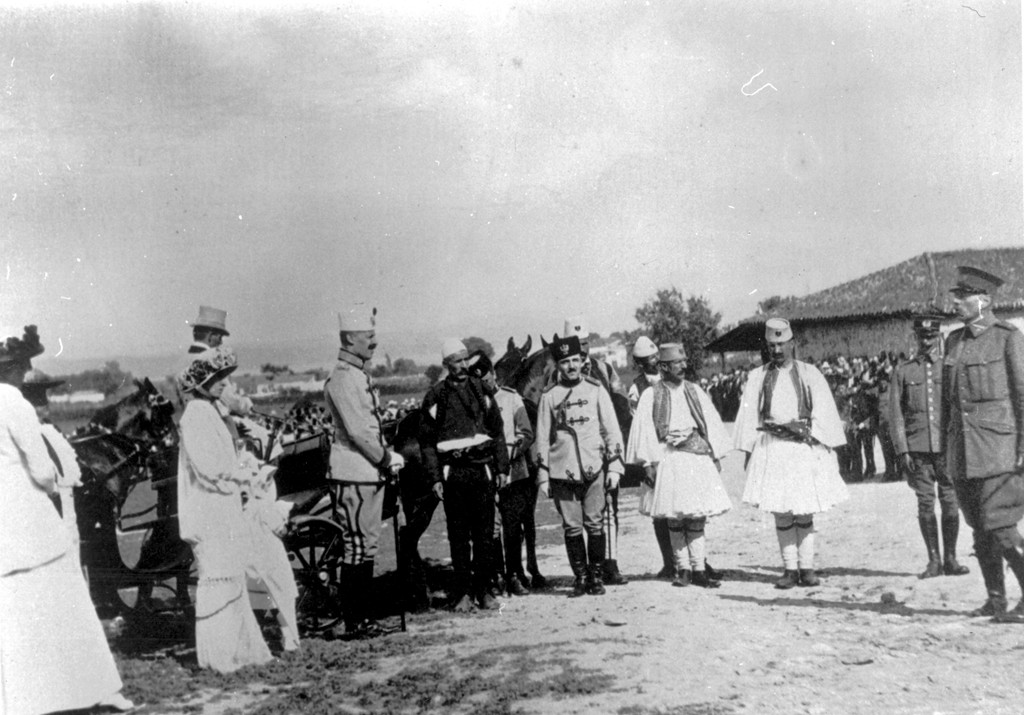
Принц Вильгельм Вид, Иса Болетини и офицеры Международной жандармерии — Дункан Хитон-Армстронг (Duncan Heaton-Armstrong) и Лодевик Томпсон. Снимок сделан в окрестностях Дурреса, в июне 1914 г.

В январе 1916 года Иса Болетини, вместе с сыновьями Халилом и Захидом, попал в плен к черногорцам. 23 января, по приказу Радомира Вешовича, они были расстреляны (по другой версии — застрелены) как австрийские агенты. Его третий сын — Буязид Болетини — в годы Второй мировой войны сражался против сербских четников в Рашке (Новопазарском санджаке).

## Память
Ибрагим Ругова добился признания Болетини национальным героем Албании. В начале XXI века Исе Болетини были поставлены памятники в Косовской Митровице, Шкодере и Влёре.